# 中本直樹 (音楽家)
中本 直樹（なかもと なおき、1951年（昭和26年）8月2日 - ）は、日本の音楽家、作曲家。日本作曲家協会会員。神奈川県横浜市出身。

## 来歴
横浜高等学校在学中、R&B系バンド「ザ・スパローズ」にサイドギター&ボーカルとして参加。小学館・ボーイズライフ主催コンテストで全国優勝を果たし、GSブームに便乗デビュー。
横浜を中心に活動。高校卒業を機にバンドは解散。
進学を機にソロ活動を開始、フォーク喫茶「青い森」で有名アーティストと共演、NHK歌番組のメンバーとして活動したあと現役引退。
NETテレビ（現テレビ朝日）象印スターものまね大合戦・ベスト30歌謡曲など音楽番組の制作に携わった。
歌手藤圭子へ「妻籠の宿〜つまごのしゅく〜」楽曲提供により作曲家としてのキャリアをスタートさせた。
ヤマハ音楽振興会制作室でレコーディング・ディレクターとしてヤマハポピュラーソングコンテストで因幡晃を見い出し、デビュー曲「わかって下さい」のレコーディングディレクターを務めた。
小澤音楽事務所・オールスタッフプロダクション・アオイコーポレーションなど、大手プロダクションにてアーティストマネージメントのほか、数々のタレントやアーティストを育てると同時に、イベント企画やキャスティングなど研鑽を積む。
FMぐんま「気ままにジャーニー」でラジオパーソナリティ兼ゲストキャスティングを務めた。
2012年（平成24年）から平泉で開催される「藤原まつり源義経公東下り行列』の義経公役のキャスティングを平泉観光協会より依頼され現在も継続中。
| 51       | 2012年（平成24年） | 溝端淳平   | 達増拓也   | 千葉恵       | 泉清       |
| 52       | 2013年（平成25年） | 平岡祐太   | 田沼征彦   | 八重樫沙千   | 村上耕一   |
| 53       | 2014年（平成26年） | 山本裕典   | 勝部修     | 千葉亜也     | 千葉智充   |
| 54       | 2015年（平成27年） | 吉沢亮     | 高橋真裕   | 二宮彩乃     | 小山裕貴   |
| 55       | 2016年（平成28年） | 高杉真宙   | 山﨑孝明   | 小野寺香菜   | 泉清       |
| 56       | 2017年（平成29年） | 横浜流星   | 藤澤利憲   | 蕎麦田さやか | 乳井隆明   |
| 57       | 2018年（平成30年） | 磯村勇斗   | 西村専次   | 松田美穂     | 千葉幸八   |
| 58       | 2019年（令和元年） | 田口淳之介 | 野田武則   | 住本結花     | 小野寺宏眞 |
| （中止） | 2020年（令和2年）  |            |            |              |            |
| （中止） | 2021年（令和3年）  |            |            |              |            |
| 59       | 2022年（令和4年）  | 伊藤健太郎 | 小野寺美登 | 川島有貴     | 梅村次彦   |
| 60       | 2023年（令和5年）  | 犬飼貴丈   | 佐藤仁     | 小野寺香乃   | 真砂充敏   |
| 61       | 2024年（令和6年）  | 寺田心     | 佐藤智     | 佐々木杏里   |            |
| 62       | 2025年（令和7年）  | 尾崎匠海   | 菅原茂     | 桑島華子     |            |

2013年1月より、Web TV「サンデーモーニング歌謡曲」「アフタヌーン歌謡曲」「歌謡名曲堂〜うた番〜」の演出兼コメンテーターとして番組制作に携わる。同年より作曲家としての活動を本格的に再始動させ、プロ歌手や一般カラオケ愛好家に指導を行うほか、全国のカラオケ大会審査員としても活動中。
2016年12月7日、『俺の生き方』C/W『妻籠の宿』中本直樹名義でオリジナルCD全国発売。「富澤一誠 Age Free Music」「鈴木康博のメインストリートを突っ走れ!」ほか番組にゲスト出演。
2017年8月より、すまいるエフエム にて『音楽番長のアートハート倶楽部』番組パーソナリティ兼ゲストキャスティングを務め、クリスタルキング、門倉有希、真梨邑ケイ、つのだ☆ひろ、三善英史、永田英二、大野真澄ほかが出演。
2018年5月より、FRESH! にて 門倉有希と『ミュージック番長's!』、11月よりリニューアルしたFRESH!にて『なにはなくとも歌謡曲』がスタート。
2019年11月大井町きゅりあんホールにて開催された「GSフェスティバル2019」出演。
2020年12月「GS Xmas Special Live2020」原宿クロコダイルに出演。
2021年3月からラジオ川越にて番組パーソナリティ兼ゲストキャスティングを務める「中本直樹のなんてったって歌謡曲」がスタート。
主なゲスト　角川博、岡千秋、売野雅勇、山崎ていじ、coba、ブラザー・トム、クリスタルキング、内海利勝、加納秀人、三善英史、森本太郎、上田雅利、新井武士（元ダウンタウンブギウギバンド）、上田正樹、山本圭壱、鈴木紗理奈、桑江知子、大石吾朗、鈴木キサブロー、和田青児、豊原功補、西口久美子、川原田新一、黒木真由美、水谷彰宏、松山猛、西尾夕紀、真木ひでと、北岡ひろし、富澤一誠、ほか。
同年6月「GSサマーカーニバル」、12月「GS Xmas Special Live2022」原宿クロコダイルに出演。
2022年1月「中本直樹とザ・スパローズ」を新メンバーと結成。
同年6月「イカすGS天国」原宿クロコダイルに出演、「THE 昭和 STYLE」五反田ロッキーに出演。
同年12月28日『ヨコハマ・ラプソディ』C/W『パークサイドAve1967』（作詞：チアキ・ケイ　作曲：中本直樹）全国リリース
作曲家曽根幸明の最後の弟子である。

## ディスコグラフィ
2016年12月7日　NJC RECORD MEG-CD&ミュージックグリッド。
『俺の生き方』 作詞：木下由紀子 / 作曲：中本直樹 / 編曲 夏井詠悟
『妻籠の宿』 作詞：石坂まさを / 作曲：中本直樹 / 編曲：夏井詠悟
2023年12月28日　NJC RECORD
『ヨコハマ・ラプソディ』作詞：チアキ・ケイ / 作曲：中本直樹
『パークサイド Ave 1967』作詞：チアキ・ケイ / 作曲：中本直樹

## 楽曲提供
1974年9月、藤圭子『妻籠の宿〜つまごのしゅく〜』（アルバム『圭子のにっぽんひとりあるき』）RCAビクター。
1975年、遠藤ひろしとたった一人『妻籠の宿〜つまごのしゅく〜』（アルバム『自然漂流』）RCAビクター。 
2013年9月、しばたかおり『東京砂漠に通り雨』C/W『卒業宣言』NJC RECORD。
2014年2月、野口貴美子『命ゆらす恋』C/W『バラ色の誘惑』ユニバーサルミュージック。
2016年2月、えり香『神輿道』C/W『トオイキヲク』エスプロレコーズ。
2020年8月、野口貴美子『素晴らしい風』アクセスエンタテインメント。
2022年12月、中本直樹とザ・スパローズ『ヨコハマ・ラプソディ』C/W『パークサイドAve1967』NJC RECORD。
2023年12月、Mr.ジェイ『OH ライオン』C/W『Everlasting LOVE』NJC RECORD。

## 外部サイト
- 中本直樹オフィシャルサイト
- 公式YouTubeチャンネル

| スタブアイコン | サブスタブ | この項目は、まだ閲覧者の調べものの参照としては役立たない、音楽関係者（バンド等）に関連した書きかけの項目です。この項目を加筆・訂正などしてくださる協力者を求めています（P:音楽/PJ:芸能人）。 |